# Cépet
Cépet è un comune francese di 1 503 abitanti situato nel dipartimento dell'Alta Garonna nella regione dell'Occitania.

## Monumento

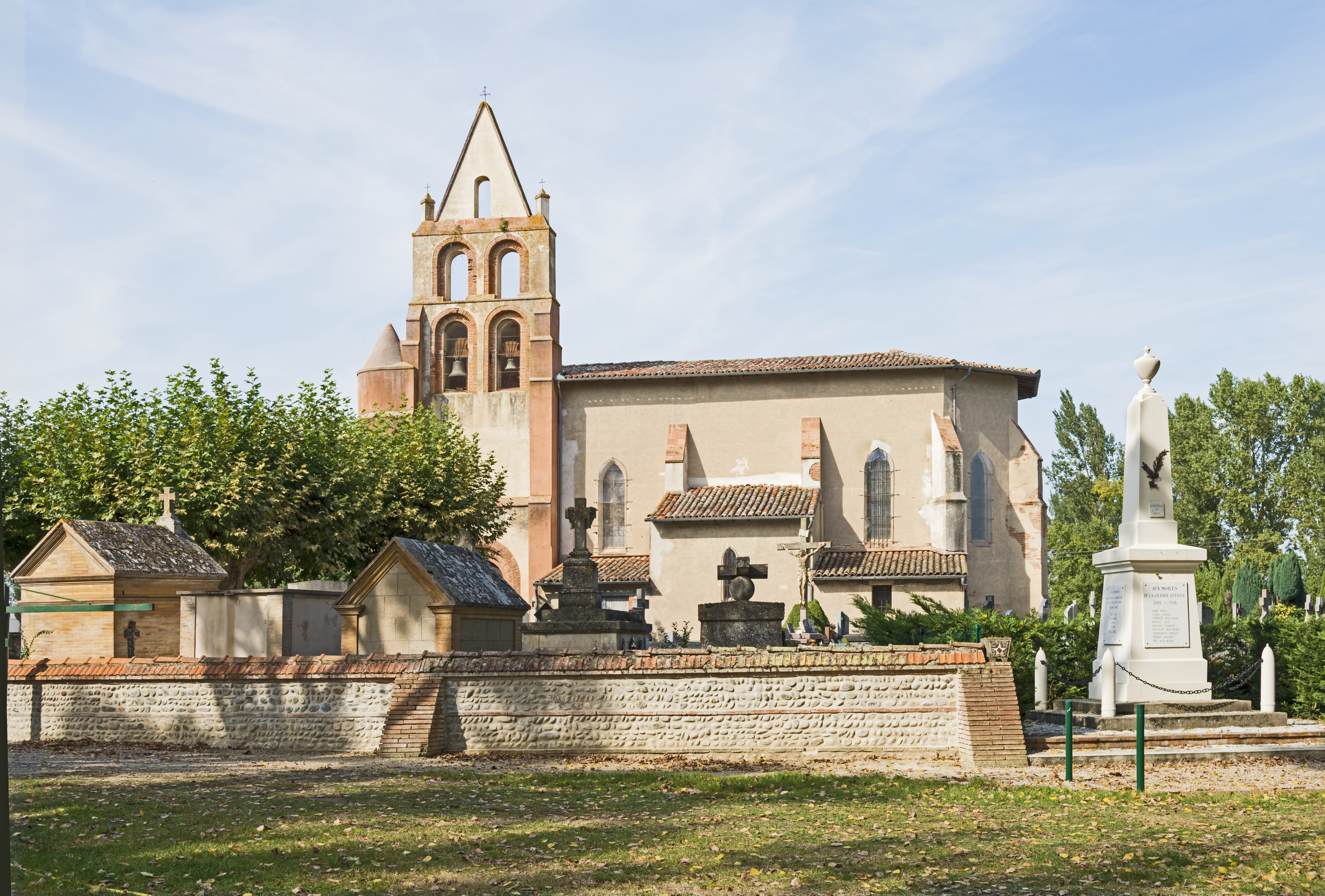

## Società

### Evoluzione demografica
Abitanti censiti